# 4247 Grahamsmith
4247 Grahamsmith è un asteroide della fascia principale. Scoperto nel 1983, presenta un'orbita caratterizzata da un semiasse maggiore pari a 3,1797657 UA e da un'eccentricità di 0,2285205, inclinata di 2,07442° rispetto all'eclittica.